# Basilius-Anaphora
Die Basilius-Anaphora ist ein altkirchliches eucharistisches Hochgebet des antiochenischen Typs, das in zwei deutlich verschiedenen Rezensionen („ägyptische / byzantinische Basilius-Anaphora“) und in diversen Sprachen überliefert wurde und in mehreren Ostkirchen in gottesdienstlichem Gebrauch ist oder war. Ob und wieweit Basilius der Große als Autor angesehen werden kann, ist umstritten.
Die ältere Fassung, die „ägyptische Basilius-Anaphora“, ist im Koptischen Ritus der Normal-Text der Eucharistiefeier geworden und wird nur gelegentlich gegen andere Formulare ausgetauscht. Im Byzantinischen Ritus war die weiter entwickelte „byzantinische Basilius-Anaphora“ bis um 1000 das Haupt-Hochgebet und wird heute noch an bestimmten Festtagen und in der Fastenzeit verwendet. Der Armenische Ritus benannte und benutzte sie zunächst als Gebet Gregors des Erleuchters und übernahm sie später unter ihrem eigenen Namen von den Byzantinern ein zweites Mal. Auch der westsyrischen und der äthiopischen Liturgie ist die Basilius-Anaphora nicht unbekannt. So kann man sie als ein wahrhaft ökumenisch gewordenes Hochgebet bezeichnen.
Der Versuch, nach dem 2. Vatikanum, eine lateinische Bearbeitung der Basilius-Anaphora in das Missale Romanum aufzunehmen, wurde auf Grund von Einwänden des Kardinals Ottaviani vertagt und bislang noch nicht verwirklicht.